# Gisèle Cavali
 (mai 2023).
Si vous disposez d'ouvrages ou d'articles de référence ou si vous connaissez des sites web de qualité traitant du thème abordé ici, merci de compléter l'article en donnant les références utiles à sa vérifiabilité et en les liant à la section « Notes et références ».
Gisèle Cavali est une écrivaine française, née à Moyeuvre[Lequel ?] (Moselle) en 1955.

## Biographie
Gisèle Cavali, née en Moselle. Elle a écrit plusieurs ouvrages pour la jeunesse en collaboration avec son amie Brigitte Aubert qu'elle connaît depuis le collège.
Elle a été aussi ouvreuse, animatrice de radio libre ou encore décoratrice pour le cinéma (ayant participé à Le Médecin des Lumières de René Allio, et signé les décors de: Transit (en 1990), Les équilibristes (en 1992) et Péché véniel... péché mortel... (en 1995).
Elle a aussi réalisé plusieurs courts-métrages et a écrit des scénarios, ayant reçu le prix Villa Médicis hors les murs en 1988 pour un de ces scénarios.

## Publications

### Romans pour la jeunesse (coécrits avecBrigitte Aubert)

#### Saga "Les Cavaliers des Lumières"
1. Le Règne de la Barbarie. Paris : Plon jeunesse, 2008, 301 p. (Collection Heroic) -  (ISBN 978-2-259-20773-7)
2. La Voie des chimères. Paris : Plon jeunesse, novembre 2008.

#### Série "Les Trois Scotch"
1-Cauchemar dans la crypte
- ill. Gaëtan de Séguin. Paris : Magnard jeunesse, 2001, 47 p. (Les p'tits policiers) -  (ISBN 2-210-98059-3)
- Ill. Marie-Geneviève Thoisy. Étampes : Lire c'est partir, 2006, 59 p. -  (ISBN 2-35024-036-3)

2- L’assassin habite en face
- ill. Clément Oubrerie. Paris : Magnard jeunesse, 2002, 47 p. (Les p'tits policiers ; 12).  (ISBN 2-210-98080-1)
- ill. Gaëtan de Seguin. Paris : Magnard jeunesse, 2004, 47 p. (Tipik cadet : policier ; 9).  (ISBN 2-210-98355-X)

#### Série "Duo de choc"
1- Témoin sur vidéo
- ill. Bart. Paris : Magnard jeunesse, 2002, 134 p. (Les policiers ; 3).  (ISBN 2-210-98428-9)
- Paris : Magnard jeunesse, 2004, 138 p. (Tipik junior : policier ; 8).  (ISBN 2-210-98471-8)

2- La Mort sous contrat
- Paris : Magnard jeunesse, 2004, 165 p. (Tipik junior : policier ; 28).  (ISBN 2-210-98459-9)

#### Autres romans
Le Mensonge
- Ill. Frédéric Rébéna. Dans Je Bouquine, Bayard Presse, octobre 1997, no 164, p. 21-64.
- Rééd. sous le titre Le Mensonge de mon père. Ill. Faujour. Morsang-sur-Orge : Lire c'est partir, 2004, 93 p.  (ISBN 2-35024-002-9)

Passagère sans retour (roman policier)
- Ill. Frédéric Rébéna. Paris : Albin Michel, 1999, 156 p. (Le Furet enquête ; 12).  (ISBN 2-226-10212-4)

Ranko Tango
- Paris : Éd. du Seuil, 1999, 166 p. (Collection Fiction jeunesse).  (ISBN 2-02-034034-8)
- Paris : Éd. du Seuil, 2003, 166 p. (Points. Virgule ; 69).  (ISBN 2-02-060184-2)

Le Baiser de la reine (roman fantastique)
- Paris : Hachette jeunesse, coll. "Vertige" (Fantastique) no 1130, mai 2001, 160 p.

Panique aux urgences (roman policier)
- Ill. James Prunier. Paris : Rageot, 2004, 153 p. (Heure noire).  (ISBN 2-7002-2912-6)

Le Maléfice d’Isora
- Paris : Magnard jeunesse, 2005, 213 p. (Tipik junior : fantastique ; 43).  (ISBN 2-210-98621-4)

Seules dans la nuit (roman policier)
- Paris : Rageot, 2006, 104 p. (Heure noire).  (ISBN 2-7002-3126-0)

Vague de panique (roman policier)
- Paris : coéd. SNCF - Gallimard jeunesse, février 2009, 95 p. (Voyage en page, no 19).  (ISBN 978-2-07-062181-1)
- Panique aux urgences

### Romans
- Rêve d’Or. Paris : Éd. Libre Expression au Québec, 2001.

### Nouvelles
Le Baiser de l’araignée (chap. d’un cadavre exquis à connotation fantastique, écrit avec Brigitte Aubert).
- In 13, passage Gachimpega : 13000 Marseille, roman collectif. Nice : les Éd. du Ricochet, 1998, p. 53-81 (chap. 9). (Les 13 voies du Ricochet).  (ISBN 2-911013-16-6)

Régate Sanglante
- In 25 jours en mer : 6 histoires de voile, anthologie. Paris : Fleurus, 2001, p. 123-149. (Z'azimut).  (ISBN 2-215-05177-9) . Réimpr. 2006.

Un été empoisonné, avec Brigitte Aubert.
- In Crimes glacés : 12 histoires policières, anthologie dirigée par Caroline Westberg. Paris : Rageot, 2004, p. 31-44. (Magnum).  (ISBN 2-7002-2984-3)
- Rééd. promotionnelle 2007 pour la collection "Heure noire" des éd. Rageot.

Le Puits maudit, avec Brigitte Aubert.
- In La Danse des maudits : 10 histoires du Moyen Âge, collectif d'auteurs. Paris : Rageot, 2005, p. 69-88. (Magnum).  (ISBN 2-7002-3112-0)
- In La Rose noire, collectif d'auteurs. Paris : Rageot, 2007, p. *-*. (Rageot récits : histoire ; 134).  (ISBN 978-2-7002-3363-6)

Retour macabre, avec Brigitte Aubert.
- In La Danse des maudits : 10 histoires du Moyen Âge, collectif d'auteurs. Paris : Rageot, 2005, p. 207-231. (Magnum).  (ISBN 2-7002-3112-0)
- In Le Serment d'amour : 5 récits du Moyen Âge, collectif d'auteurs. Paris : Rageot, 2008, p. 70-98. (Rageot récits).  (ISBN 978-2-7002-3383-4)

## Théâtrographie
Décoratrice et costumière
- Dictature in blue (1982). Théâtre M.J.C. Picaud (Cannes). Déc. et cost. : Gisèle Cavali. Distrib. : Lorédane Lavattiata et Frédéric Goacolou.
- Lachrima Christi (1983). Théâtre M.J.C. Picaud (Cannes). Déc. et cost. : Gisèle Cavali. Distrib. : Isabelle Guenier et Eliane Montéagudo.
- Duos de Louves (1985). Théâtre M.J.C. Picaud (Cannes). Distrib. : Éliane Montéagudo.
- Vol de nuit (comédie policière, 1986). Théâtre M.J.C. Picaud (Cannes). Déc. et cost. : Gisèle Cavali. Distrib. : Isabelle Guenier, Eliane Montéagudo, Donatella et Gisèle Cavali.

Rôle
- Vol de nuit (comédie policière, 1986). Théâtre M.J.C. Picaud (Cannes). Déc. et cost. : Gisèle Cavali. Distrib. : Isabelle Guenier, Eliane Montéagudo, Donatella et Gisèle Cavali.

## Radiothéâtrographie
- Une dette égale une vie. Émission "Nuit Noire" sur France Inter.

## Filmographie

### Réalisation de longs métrages
- Il n’y a aucune raison précise pour que je tremble ainsi (1982). Réal. : Gisèle Cavali. Scén. et dial. : Gisèle Cavali et Brigitte Aubert. Interp. : Brigitte Aubert (Marilyn Monroe).

### Réalisation de courts métrages
- Les Sept sourires du démon (1986). Réal. : Gisèle Cavali. Scén. et dial. : Brigitte Aubert.
- Quality Star (1987). Réal. : Gisèle Cavali. Scén. et dial. : Brigitte Aubert.
- Nuits noires (1988). Réal. : Gisèle Cavali. Scén. : Brigitte Aubert d’après sa nouvelle homonyme. Photographie : Jean-Claude Bois. Musique : Henri Roger. Montage : Mariette Gutherz. Décors : Bruno Joly. Son : Jean-Luc Vergé. Durée : 22 min. Interp. : Philippe Cord'Homme (l’aveugle), Jean-Paul Wenzel (l’inspecteur), Jean-Charles Dumay (l’adjoint), Marie-Paule Sirvent (la prostituée), Eliane Montéagudo (la serveuse), Mila Apalteguy (la petite fille), Jahoued Abd el Krim (le petit garçon).
- Liberté Marseille (1990). Prod. : RN7 productions. Réal. : Gisèle Cavali. Scén. : G. Cavali et Brigitte Aubert. Dial. : Brigitte Aubert. Image : Jean Claude Bois. Son : Patrick Alex. Montage : Mariette Guthierz. Interp. : Dominique Guilhard et Orazio Massaro.
- Échappée belle(1991). Réal. : Gisèle Cavali. Scén. et dial. : Brigitte Aubert.
- Otac le père (1992). Film novélisé sous le titre Le Mensonge (Je Bouquine, 1997). Prod. : RN7 productions. Réal. : Gisèle Cavali. Scén. : G. Cavali et B. Aubert. Dial. : B. Aubert. Image : Jean Claude Bois. Son : Patrick Alex. Montage : Mariette Guthierz. Durée : 14 min. Interp. : Duro Hinic et Lioubicha Medar.

### Décoratrice de films
- 1988 : Un médecin des Lumières. Réal. et scén. : René Allio. Réalisé en 1987.
- 1991 : Transit. Réal. et scén. : René Allio / Scén. : René Allio et Jean Jourdheuil / Auteur de l’œuvre originale : Anna Seghers / Dial. : René Allio / Soc. de prod. : Paris Classics Productions, Actions Films (Paris), FR3 Cinéma, La Sept Cinéma, SFP Cinéma, ZDF-Zweites Deutsches Fernsehen / Prod. délégué : Humbert Balsan / Distrib. d’origine : Les Films du Sémaphore / Dir. photo : Richard Copans / Ingénieur du son : Olivier Schwob / Compositeur mus. : Georges Bœuf / Décors : Gisèle Cavali et Sylvie Deldon / Mont. : Marie-Hélène Quinton / Interp. : Sebastian Koch (Gerhardt), Claudia Messner (Marie), Rüdiger Vogler (le docteur), Magali Leiris (Nadine), Paul Allio (Georges Binnet), Nicole Dogué (Claudine), Ludwig Boettger (Strobel), Dominique Horwitz (le petit légionnaire), Hans Diehl (Heinz), Günter Lampe (l’homme chauve). Réalisé en 1990.
- 1991 : Les équilibristes. Réal. et scén. : Nico Papatakis / Soc. de prod. : Paris Classics Productions, La Sept Cinéma, Chevereau production, FR3 Cinéma, Caroline Productions / Prod. délégué : Humbert Balsan / Distrib. d’origine : Les Acacias Ciné Audience / Dir. photo : William Lubtchansky / Ingénieur son : Laurent Lafran / Compositeur mus. : Bruno Coulais, Gabriel Fauré / Décors : Gisèle Cavali, Sylvie Deldon et Nico Meletopoulos / Mont. : Delphine Desfons / Interp. : Michel Piccoli (Marcel Spadice), Lilah Dadi (Franz-Ali Aoussine), Polly Walker (Hélène Lagache), Patrick Mille (Freddy Babitchev), Juliette Degenne (Jacqueline Masset), Laurent Hennequin (le soldat), Olivier Pajot (Diekmann), Emiliano Suarez (directeur du cirque en tour), Michel Palmer (M. Loyal du cirque Imira), Bernard Farcy (policier au commissariat), Guy Louret (agent auxiliaire Rouquet). Réalisé en 1991.
- 1995 : Péché véniel, péché mortel. Réal. et scén. : Pomme Meffre / Soc. de prod. : Les Productions Desmichelle, Groupe TSF, Images et Trames, Test / Prod. délégué : Hugues Desmichelle / Dir. prod. : Aurèle Giraud / Distrib. d’origine : Les Productions Desmichelle / Dir. photo : Guy Chabanis / Ingénieur son : Pascal Ribier / Compositeur mus. : Georges Raboll, Jean-Pierre Stora / Décors : Gisèle Cavali / Cost. : Nicole Bize / Assistant réal. : François Vantrou, Nicolas Picard / Monteur : François Berger-Garnault / Interp. : Nini Crépon (le récitant), Isabelle Sadoyan (Lola la grand-mère), Philippe Adrien (M. Feuillanbois), Brigitte Roüan (la mère Bonin), Anny Romand (la mère de Céline), Maya Vignando (Odette), Henri Meffre (Frantz), Joseph Cohen (Lionel), Jean Larroquette (M. Charret), Charlotte François (Mugette), Christiane Rorato (la charcutière), Maud Chabanis (Josette), Luce Froidevaux (une jongleuse), Béatrice Sebbah (la chanteuse), Huguette Kingue (Mme Lelièvre). Réalisé en 1993.